# ケンポ・ソダルジェ

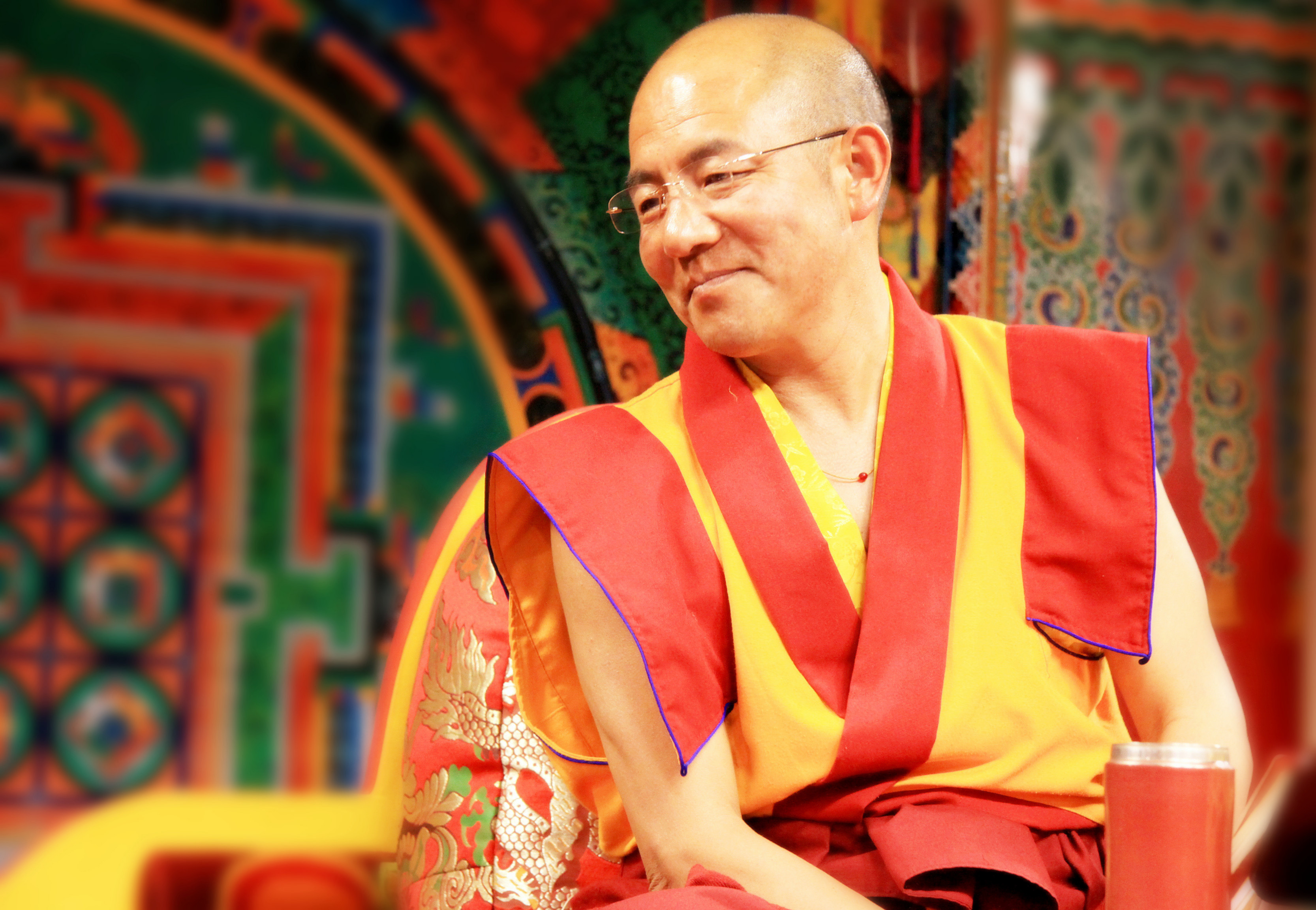
ケンポ・ソダジ

ケンポ・ソダジ（チベット文字：མཁན་པོ བསོད་དར་རྒྱས; ワイリー方式：mkhan po bsod dar rgyas、英語: Khenpo Sodargye、中国語: 索達吉堪布、1962年 - ）はチベット仏教・ニンマ派の僧。

## 発音と表記
チベット・カム方言で「ソダルジェ」と発音するが、ケンポの出身である遊牧民特有のＲを発音しないアクセントでは「ソダジ」と発音される。呼び方については様々あるが、ケンポ・ソダジの根本ラマであるキャブジェ・ケンチェン・ジグメ・プンツォク・リンポチェは常に「ソダジ」と呼んでいたので、自身も自らをソダジと名乗りたいとしている。そのため本項では正式名称の表記を「ケンポ・ソダジ・リンポチェ」とする。

## 経歴
チベットの甘孜（ガンゼ）炉霍県ドラクゴ（ルホ）で1962年チベット歴6月4日に生また。1985年セルダ・ラルン・ガル・ゴンパ（ラルン五明仏学院）で出家した後、ケンポはキャブジェ・ケンチェン・ジグメ・プンツォク・リンポチェを根本上師(ラマ)として依止した。。
中観、般若学、阿毘達磨倶舎論、戒律学、因明学である五部大論を修学した後、大円満（ゾクチェン）、時輪金剛(カーラチャクラ)、大幻化網などの密教の教えをキャブジェ・ケンチェン・ジグメ・プンツォク・リンポチェから直接の系譜を授かり、ニンマ派において全知者とされるロンチェンパとミパム・リンポチェに揺るぎない信心を起こす。
チベットの古典仏教問答、声明と筆記の試験の後、「ケンポ」位を取得。そしてキャブジェ・ケンチェン・ジグメ・プンツォク・リンポチェより学院の監督を任され、法王の中華系の弟子への通訳者の主任となる。

## 仏法布教
1987年、ケンポ・ソダジはキャブジェ・ケンチェン・ジグメ・プンツォク・リンポチェに付き添い中国におけるチベット仏教・中国仏教の双方にとり聖地である五台山へと巡礼し、僧、尼僧、男女の在家の居士である四衆の中華系の弟子を受け入れ始める。1990年から1999年まで、ケンポはキャブジェ・リンポチェに付き添い、アメリカ、カナダ、フランス、ドイツ、英国、ブータン、インド、ネパール、シンガポール、マレーシア、タイ、日本など世界中の国々を廻り布教する。
2006年、ケンポはインターネットやＤＶＤなどの現代メディアを用い、布教活動を開始。これはより多くの弟子が体系立った仏教の学習を受けることができ、より広範囲の縁ある衆生に利益を与えるためであるという。

## 慈善活動
2007年、ケンポ・ソダジは慈善活動である「愛心始動」を発足する。これは仏教修行者たちに日々の生活で慈愛と悲心を培い困窮者への無関心を止めるよう呼びかけるものである。例として、智悲幼稚園、初等僧院、「看護の家」、在家の居士を援助する宿舎などの建設など。2011年2月より、上海慈慧公益基金会の名誉代表となる。

## 学術活動
多様な活動により、ケンポ・ソダジは学術界で認識されるようになる。2010年6月、ケンポは北京大学や清華大学などの中国の有名な大学で教えに招かれるようになる。2011年から、次の大学に招待された。すなわち、陝西師範大学、西北大学、西安交通大学、山東大学、湖南師範大学、香港教育学院、香港大学、北京師範大学、華中科学技術大学、青海師範大学である。2013年、ハーバード大学、コロンビア大学、ワシントン大学など欧米著名大学に招聘され講演を行う。2014年にはニュージーランド、オーストラリア、カナダ、アメリカを周り、オークランド大学、メルボルン大学、トロント大学、ＵＣＬＡなど数多くの著名な大学で講演を行う。

## 教え
1. 「我々の努力を通して、たった一人だけが善なる思いを培うのであっても、衆生に利益を与えることができるのなら、何百も何百もの永劫の間、彼の奉仕者になっても構わないようになるべきだ。」
2. 「私がどれだけ生きられるかはわからないが、息ができる限りは、たった一人でも聴講者がいるならば、私は全身全霊をかけて仏法でその人に利益を与えるであろう！」

http://www.khenposodargye.org/

## 出版活動
近年では、100冊以上の仏教本を出版。全ての翻訳（チベット語から中国語）は「顯密寶庫」に集められ、口頭での教えは智悲寶庫に収集された。
出版された書籍は『苦からこそ人生』
『やるこそ得られる』
『残酷こそ青春』
『断絶できる：金剛経があなたに強みを与える』
『不離』
『頼みがある』
などがある。